# Alekszandr Vlagyimirovics Filimonov
Alekszandr Vlagyimirovics Filimonov (oroszul: Александр Владимирович Филимонов; Joskar-Ola, 1973. október 15. –) orosz válogatott labdarúgókapus.

## Pályafutása

### Klubcsapatban
Joskar-Olában született. Pályafutását 1990-ben kezdte a Sztal Csebokszari csapatában, amely ekkor a szovjet másodosztályban szerepelt. 1991-ben visszatért a szülővárosába és a szintén szovjet másodosztályú Szpartak Joskar-Olában játszott egy évet. 1992-ben a Fakel Voronyezs igazolta le, ahonnan egy év után távozott és lett a Teksztilsik Kamisin játékosa. 
Pályafutása nagy részét a Szpartak Moszkvában töltötte. 1996 és 2001 között hat bajnoki címet szerzett a fővárosi csapat színeiben. 2001-ben kis ideig a Dinamo Kijiv együttesében szerepelt. 2002 és 2003 között az FK Eliszta, 2004 és 2006 között az FK Moszkva csapatában szerepelt. 2007 és 2008 között Cipruson védett a Néa Szalamínában, 2008-ban a Kubany Krasznodar hálóját őrizte. Később játszott még az üzbég Lokomotiv Taskent és az Arszenal Tula csapatában.  

### A válogatottban
1995-ben 5 mérkőzésen lépett pályaára az orosz U21-es válogatottban. 1998 és 2002 között 16 alkalommal játszott az orosz válogatottban. Részt vett a 2002-es világbajnokságon.
2011-ben az orosz strandlabdarúgó-válogatott tagjaként világbajnoki címet szerzett.

## Sikerei, díjai
Szpartak Moszkva
- Orosz bajnok (6): 1996, 1997, 1998, 1999, 2000, 2001
- Orosz kupa (1): 1998

Oroszország
- FIFA-Strandlabdarúgó-világbajnokság (1): 2011